# Kéter

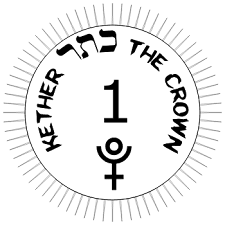
Unión con Dios

Kéter (también, kether; "corona", en idioma hebreo: כתר) es la primera sefirá del Árbol de la Vida de la cábala, se sitúa en una posición central superior del árbol. Es la corona y el potencial puro de las manifestaciones que acontecen en las otras dimensiones. Representa la propia esencia, atemporal y libre. Es la génesis de todas las emanaciones canalizadas por las otras sefirot.
Esto es dirigido por metatrón. Este fluido se llama "Shefa", en idioma hebreo: שפע:abundancia, en hebreo, y su circulación depende de Metatrón. Lo que en Kabalah se llama Luz, es la שפע que proporciona salud, amor, dinero, paz, buenas relaciones, etc
Y la luz superior y generadora de todo el movimiento de la creación. La Voluntad. Se puede considerar como el momento cero, la creación en potencia, pero no expandida (la no dualidad). Una interesante asociación sería compararla con el tiempo de Planck, del Big-Bang.  En el hinduismo, se entiende como el absoluto Brahman, el principio vital de todas las formas de energía (y de vida, consecuentemente). Le es asociada con el color blanco. Su raíz es la voluntad divina y se le asocia con la voluntad del hombre.
"Toda acción comienza en la voluntad. Siendo las sefirot la raíz de todo lo que sucede en nuestro mundo, debemos examinar su particular estructura y la ligazón secuencial que existe entre ellas. Si comprendemos cómo están compuestas las sefirot podremos comprender la estructura de toda la realidad, a todo nivel."
"No debemos olvidar que todo acto humano, al nivel que fuera, también se efectúa de acuerdo a leyes fijas y ordenadas, establecidas en las sefirot".
"Se le denomina 《ain》 -nada-".
La voluntad oculta del creador.